# Rubye De Remer

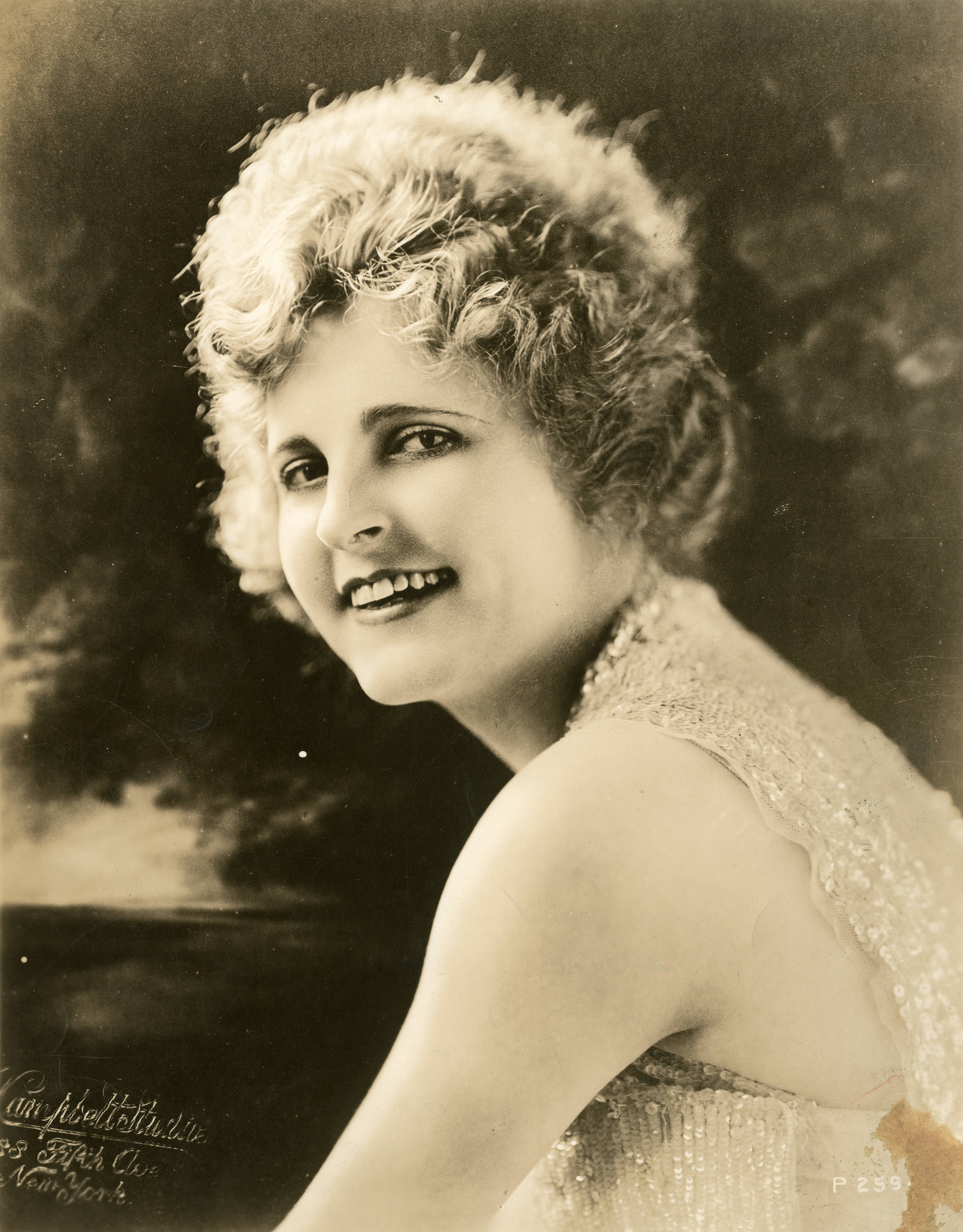
Rubye De Remer en 1920

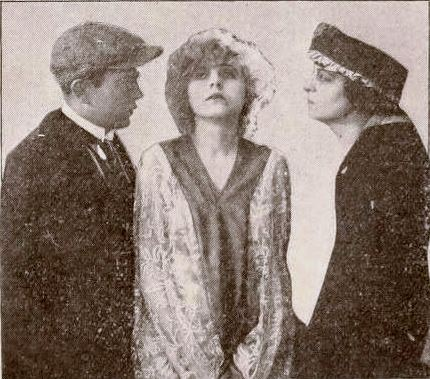
Escena de The Auction Block (1917), con Tom Powers, Rubye De Remer y Florence Deshon

Rubye De Remer (9 de enero de 1892 – 18 de marzo de 1984) fue una bailarina y actriz teatral y cinematográfica de estadounidense, activa en la época del cine mudo.

## Biografía
Nacida en Denver, Colorado, su verdadero nombre era Ruby Burkhardt. Empezó su carrera como artista teatral, actuando en Midnight Frolic, un show de Florenz Ziegfeld representado en Nueva York.
Su primer papel en el cine llegó en 1917 con Enlighten Thy Daughter, una película dirigida por Ivan Abramson. Uno de sus papeles destacados fue el de Christine en Pilgrims of the Night (1921), película en la que tocaba un órgano, y en la que estaba acompañada por un mono en la ciudad de Nueva York. 
Entre sus últimas películas hubo tres largometrajes dirigidos por Marcel Perez: The Way Women Love (1920), Luxury (1921), y Unconquered Woman (1922).
El artista francés Paul Helleu eligió a De Remer como su ideal de la belleza americana en 1920. 
El 7 de abril de 1924, De Remer se casó en Scranton (Pensilvania), con el magnate del carbón y el acero Benjamin Throop 2nd (1889–1935). Tras la muerte de su marido, ella se retiró a Sunkist, su mansión en un lugar elevado de Hollywood Hills.
La actriz falleció en Beverly Hills, California, en 1984.

## Filmografía
- 1917 : The Auction Block, de Laurence Trimble
- 1917 : Two Men and a Woman, de William J. Humphrey
- 1917 : Tillie Wakes Up, de Harry Davenport
- 1917 : Enlighten Thy Daughter, de Ivan Abramson
- 1918 : For Freedom, de Frank Lloyd
- 1918 : Perfectly Fiendish Flanagan, de Saul Harrison
- 1918 : Life's Greatest Problem, de James Stuart Blackton
- 1918 : Pals First, de Edwin Carewe
- 1918 : Ashes of Love, de Ivan Abramson
- 1918 : We Should Worry, de Kenean Buel
- 1919 : Dust of Desire, de Perry N. Vekroff
- 1919 : Fires of Faith, de Edward José
- 1919 : The Great Romance, de Henry Otto
- 1920 : The Way Women Love, de Marcel Perez
- 1920 : A Fool and His Money, de Erle C. Kenton
- 1920 : His Temporary Wife, de Joseph Levering
- 1921 : Pilgrims of the Night, de Edward Sloman
- 1921 : The Passionate Pilgrim, de Robert G. Vignola
- 1921 : Luxury, de Marcel Perez
- 1922 : Unconquered Woman, de Marcel Perez
- 1923 : Don't Marry for Money, de Clarence Brown
- 1923 : The Glimpses of the Moon, de Allan Dwan
- 1936 : The Gorgeous Hussy, de Clarence Brown